# Lista de rios de Sergipe
Na lista de rios do estado brasileiro de Sergipe, estão relacionados os rios de forma não exaustiva deste estado que fazem parte das oito bacias hidrográficas que compõe os recursos hídricos do estado. Bacias Hidrográficas: Rio São Francisco, Rio Vaza Barris, Rio Real, Rio Japaratuba, Rio Sergipe, Rio Piauí, Grupo de bacias Costeiras 1 (GC1) e Grupo de bacias Costeiras 2 (GC2).

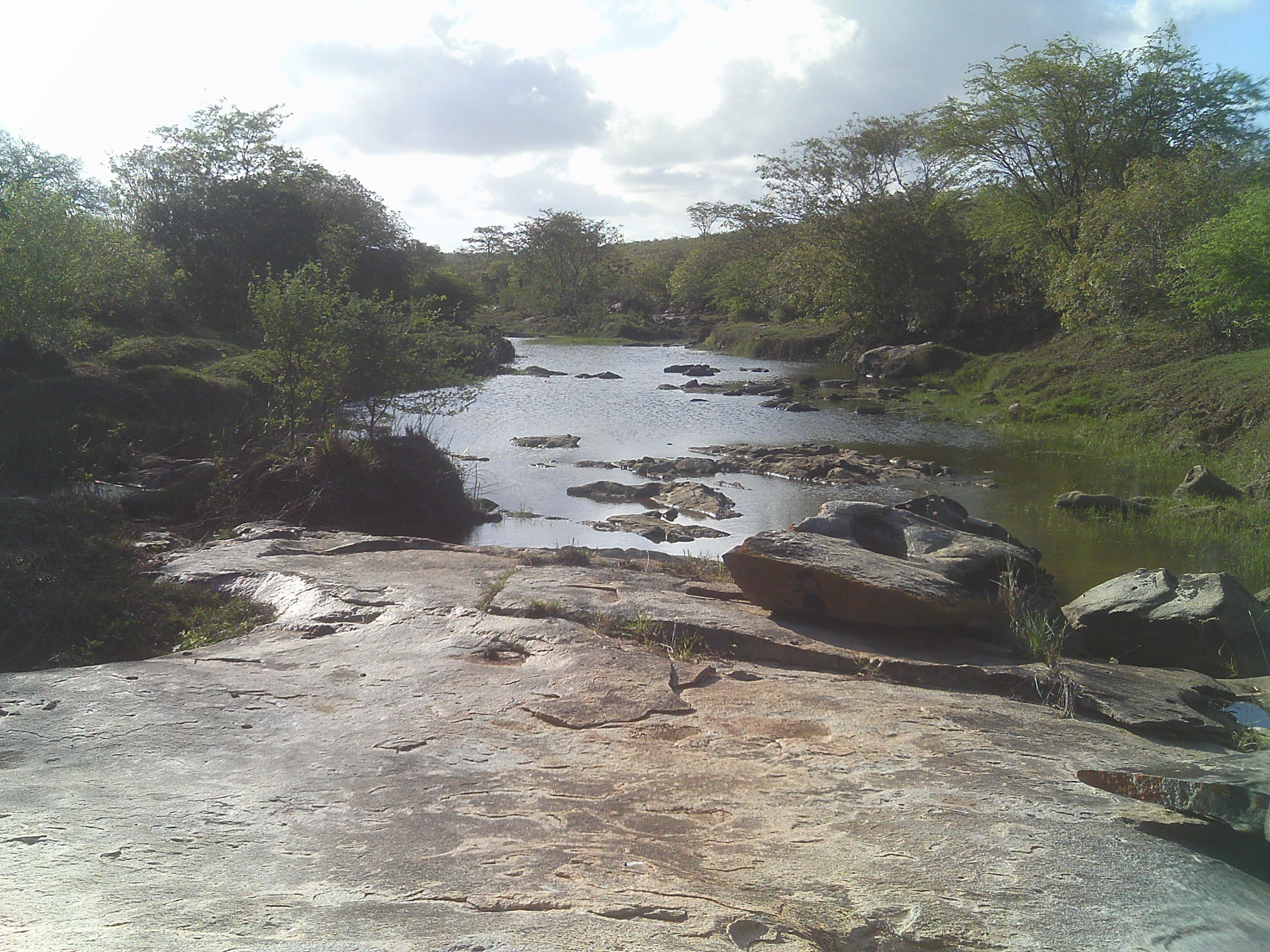
Rio Capivara.

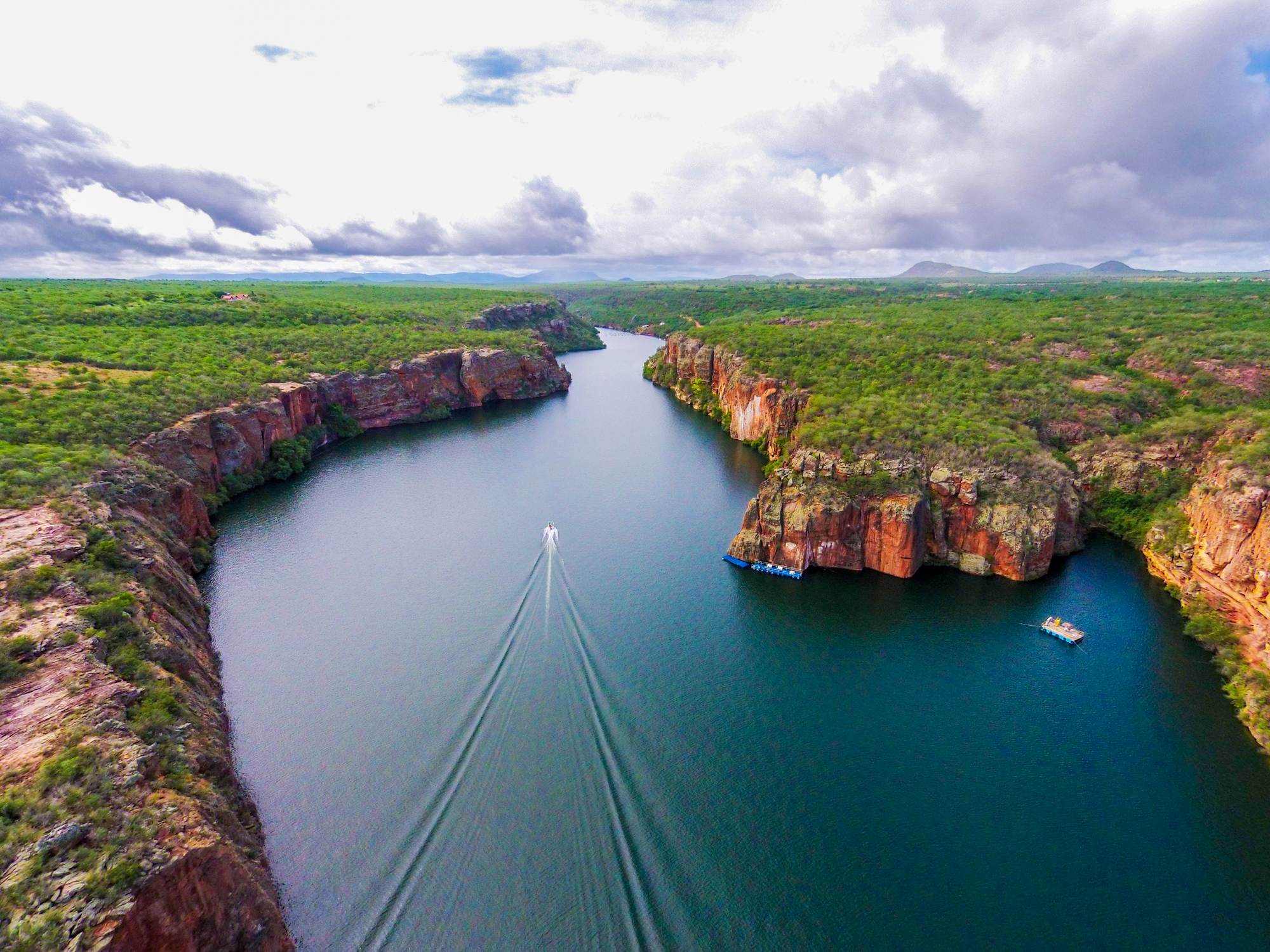
Rio São Francisco.

- Rio Betume ou Ipoxim

- Rio Capivara
- Rio Cágado
- Rio Caiçá
- Rio Campanha
- Rio Comprido
- Rio Cotingüiba
- Rio Fundo
- Rio Ganhamoroba
- Rio Jacarecica
- Rio Jacaré
- Rio Jacoca
- Rio Japaratuba
- Rio Japaratuba-Mirim
- Rio Lajes
- Rio Maniçoba
- Rio Paramopama
- Rio Parnamirim
- Rio das Pedras
- Rio Piauí
- Rio Piauitinga
- Rio Pitanga

- Rio Poxim
- Rio Poxim-Açu
- Rio Poxim-Mirim
- Rio Real
- Rio do Sal ou Maracaju
- Rio Salgado
- Rio Santa Maria
- Rio Sapucaia
- Rio São Francisco ou Parapitinga
- Rio Sergipe ou Serigy
- Rio Sovacão
- Rio Tejupeba
- Rio Vaza-Barris ou Potipeba